# Берёза (приток Ложи)
Берёза (укр. Береза) — левый приток реки Ложь, протекающий по Борзнянскому району (Черниговская область, Украина).

## География
Длина — 15 км. Русло реки (отметки уреза воды) в нижнем течении (севернее села Линевка, при впадении притока Дочь) находится на высоте 113,6 м над уровнем моря.
Русло выпрямлено в канал (канализировано), шириной 10 м и глубиной 1,2 м (в верхнем течении соответственно 10 м и 3 м). В верхнем течении создана сеть каналов к которой присоединяются одиночные каналы.
Река берёт начало севернее села Жданов (Борзнянский район). Река течёт на запад, затем — северо-восток, в нижнем течении — на северо-запад. Впадает в Ложь северо-восточнее села Ховмы (Борзнянский район).
Пойма в приустьевой части занята заболоченными участками с лугами, кустарниками и лесами (лесополосами). Через лес протекает в среднем течении.
Притоки (от истока к устью):
1. Дочь (правый)

Населённые пункты на реке (от истока к устью):
Борзнянский район
1. Линевка